# Mimon
Mimon es un género de murciélagos que pertenecen a la familia Phyllostomidae. Agrupa a 4 especies nativas de América.

## Especies
Se reconocen las siguientes especies y subespecies:
- Mimon bennettii (Gray, 1838)
- Mimon cozumelae Goldman, 1914
- Mimon crenulatum (E. Geoffroy, 1803)
- Mimon koepckeae Gardner & Patton, 1972